# Michel Vinaver

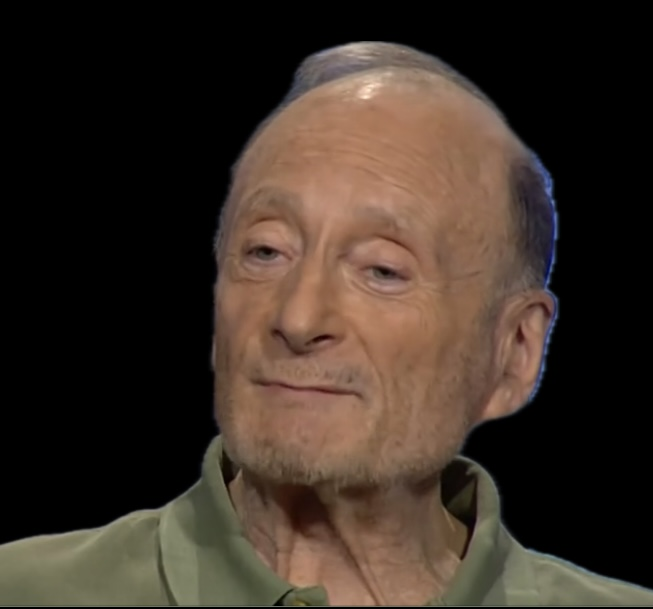
Michel Vinaver, 2006

Michel Vinaver (* 13. Januar 1927 in Paris; † 1. Mai 2022 ebenda) war ein französischer Dramatiker.

## Leben
Michel Vinaver wurde bürgerlich als Michel Grinberg 1927 als Sohn von Léon Grinberg in Paris geboren. Sein Vater hatte Russland im Zuge der sowjetischen Revolution Richtung Frankreich verlassen und 1925 die Französin Sophie Vinaver geheiratet. Michel Vinaver studierte in Paris, Annecy und New York. Seine Stücke erforschten vorwiegend das kapitalistische Alltagsleben in der zweiten Hälfte des 20. Jahrhunderts. Für Vinaver war beispielsweise der Kampf von Unternehmen um den Konsumenten gleichermaßen thematisierungswürdig, wie es früher noch der Machtkampf von Herrschern für die klassischen Tragödiendichter war. Das experimentelle Texttheater Michel Vinavers wurde bislang als sozialkritisch und postmodern eingeordnet. 2006 wurde er für sein Lebenswerk mit dem Grand Prix du Théâtre der Académie française ausgezeichnet.
Die Schauspielerin Anouk Grinberg ist seine Tochter.

## Werke (Auswahl)
- Dissident, das ist klar. (Dissident, il va sans dire). Bloch, Berlin 1979.
- La visite du chancelier autrichien en Suisse. Arche, Paris 2000. ISBN 2-85181-467-2.